# Irmgard von Süchteln

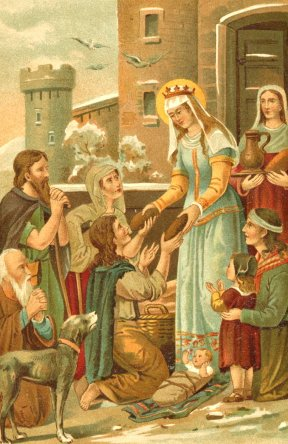
Die heilige Irmgard inmitten der Bedürftigen

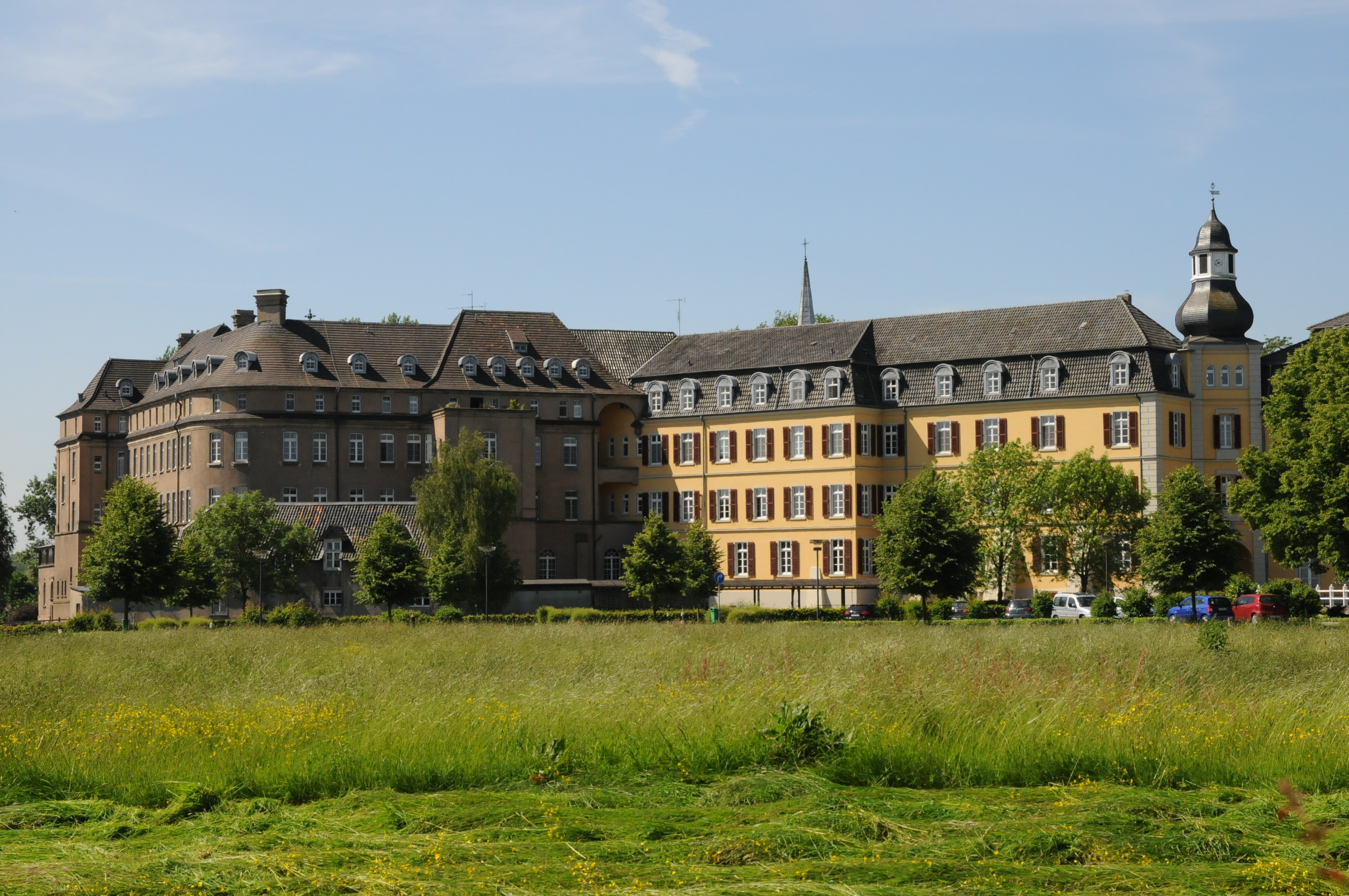
Kloster Haus Aspel bei Rees

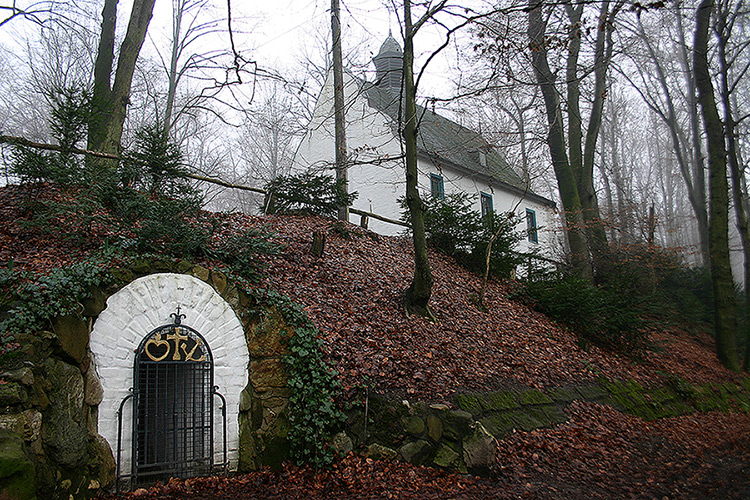
Irmgardiskapelle mit Brunnen auf dem Heiligenberg in Viersen-Süchteln

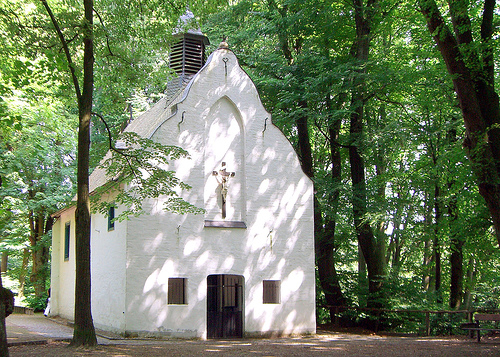
Irmgardiskapelle, Blick auf die Westseite

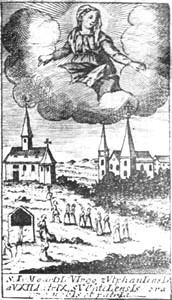
Heiligenbild der Irmgard von Köln (Heilige Jungfrau Irmgardis von Zutphen, Schutzpatronin von Süchteln, bitte für uns und das Vaterland. 16. Jahrhundert)

Irmgard von Süchteln (auch: von Köln/von Aspel/von Zutphen Imgardis; * vor 1013 auf Haus Aspel bei Rees; † im Februar 1064/1065 oder an einem 4. September zwischen 1082 und 1089) wird vor allem in Süchteln bei Viersen und im Haus Aspel bei Rees als Heilige verehrt. Ihr Vorname Irmgard ist in vielen Varianten bezeugt, darunter Irm(in)garda, Erm(en)gardis, Irmtraud, Irmentruth oder [Y/E]rmenthrudis.